# Ministère de coordination des Affaires politiques, juridiques et sécuritaires
Le Ministère de coordination des Affaires politiques, juridiques et sécuritaires de l'Indonésie (en indonésien : Kementerian Koordinator Bidang Politik, Hukum, dan Keamanan, souvent désigné par son abréviation Kemenko Polhukam) est le ministère du cabinet indonésien chargé de la coordination et de la planification des politiques publiques dans les domaines de la vie politique, du droit et de la sécurité. 
À ce titre il coordonne l'action de quatre agences nationales, du procureur général, des forces armées et de police, ainsi que de six ministères (Intérieur, Affaires étrangères, Défense, Justice & Droits humains, Communication & Informatique, Réforme administrative et bureaucratique). 
Ce ministère est dirigé par un ministre coordinateur. Ce poste a fréquemment été occupé par un ancien officier haut-gradé des Forces armées indonésiennes. Le ministre coordinateur actuel est Mahfud MD.

## Entités coordonnées
1. Ministère de l'Intérieur
2. Ministère des Affaires étrangères
3. Ministère de la Défense
4. Ministère de la Justice et des Droits humains
5. Ministère de la Communication et de l'Informatique
6. Ministère de la Réforme administrative et bureaucratique
7. Procureur général (en) (Kejagung)
8. Forces armées indonésiennes (TNI)
9. Police nationale indonésienne (Polri)
10. Agence nationale de la cybersécurité (id) (BSSN)
11. Agence nationale de renseignement (BIN)
12. Agence de la sécurité maritime (Bakamla)
13. Agence nationale de lutte contre le terrorisme (en) (BNPT)

## Liste des ministres coordinateurs
Voici la liste des ministres coordinateurs des Affaires politiques, juridiques et sécuritaires depuis sa création. 
- En tant que ministre coordinateur des Affaires politiques et sécuritaires :

1. Maraden Panggabean (31 mars 1978 - 19 mars 1983), général retraité 
2. Surono Reksodimedjo (19 mars 1983 - 21 mars 1988), général retraité 
3. Sudomo (21 mars 1988 - 17 mars 1993), amiral retraité 
4. Soesilo Soedarman (17 mars 1993 - 14 mars 1998), général retraité  
5. Feisal Tanjung (14 mars 1998 - 20 octobre 1999), général retraité 
6. Wiranto (26 octobre 1999 - 15 février 2000), général retraité 
- En tant que ministre coordinateur des Affaires politiques, sociales et sécuritaires :

7. Soerjadi Soedirdja (15 février 2000 - 23 août 2000), général retraité  
8. Susilo Bambang Yudhoyono (23 août 2000 - 1er juin 2001), général retraité 
9. Agum Gumelar (1er juin 2001 - 9 août 2001), général retraité 
- En tant que ministre coordinateur des Affaires politiques et sécuritaires :

(8). Susilo Bambang Yudhoyono (9 août 2001 - 12 mars 2004), général retraité 
—. Hari Sabarno (par intérim) (12 mars - 20 octobre 2004), général retraité 
- En tant que ministre coordinateur des Affaires politiques, juridiques et sécuritaires :

10. Widodo Adi Sutjipto (21 octobre 2004 - 20 octobre 2009), amiral retraité 
11. Djoko Suyanto (22 octobre 2009 - 20 octobre 2014), maréchal en chef de l'air retraité 
12. Tedjo Edhy Purdijatno (27 octobre 2014 - 12 août 2015), amiral retraité 
13. Luhut Binsar Pandjaitan (12 août 2015 - 27 juillet 2016), général retraité 
(6). Wiranto (27 juillet 2016 - 23 octobre 2019)  
14. Mahfud MD (23 octobre 2019 - présent),. 